# Roland Lacombe
Pour les articles homonymes, voir Lacombe.
Roland Lacombe, né le 11 juillet 1938 à Alizay dans l'Eure et mort le 24 novembre 2011 à Montierchaume dans l'Indre, est un coureur cycliste français.

## Biographie
Roland Lacombe est professionnel de 1961 à 1964. Ses participations aux Jeux Olympiques de Rome de 1960 et au Tour de France de 1963 en font un sportif reconnu. En 1961, il court pour l'Équipe cycliste Saint-Raphaël.
En 1958, il est 36e du championnat du monde amateurs à Reims. Deux ans plus tard, il est sixième à Leipzig. Il est également 7e du contre-la-montre par équipes et 13e de la course sur route individuelle aux Jeux olympiques d'été de Rome.
Domicilié à l'adolescence à Châteauroux, il signe sa première licence à l'Auto Vélo Club Castelroussin (AVCC) où son ami le cycliste Michel Dejouhannet fut son coéquipier. C'est ce dernier qui lui rendra hommage lors de ses obsèques. En 2011, il était le dernier coureur de l'Indre à avoir participé au Tour de France.

## Palmarès

### Palmarès amateur
- 1959
  - 3eb étape du Tour du Cher
  - 3e de Paris-Rouen
- 1960
  -  Champion de France sur route amateurs
  -  Champion de France sur route militaires[4]
  - Week-end spadois[5]
  - 1re et 4e étapes de la Route de France
  - 6e du championnat du monde sur route amateurs

### Palmarès professionnel
- 1962
  - Roubaix-Cassel-Roubaix[6]
  - Grand Prix cycliste de Mende

## Résultats sur le Tour de France
1 participation
- 1963[7] : abandon (10e étape)